# Choi Yeon-Sung
Choi Yeon-Sung, também conhecido por iloveoov, era um jogador profissional Coreano de StarCraft que usava a raça Terran. Ele nasceu em 5 de Novembro de 1983 e atualmente tem 41. Ele é conhecido por seu excelente macromanagement, acarretando em seu apelido "Cheater Terran" ("Terran Trapaceiro"). Entretanto ele é mais conhecido como "Monster Terran" ("Terran Monstro") por causa da sua habilidade de produzir quantidades massivas de unidades. Ele vê Lim Yo-Hwan, que era do mesmo time que ele (SKTelecomT1), como um irmão mais velho ou mentor.
Sabe-se que Lim escoutou Choi numa partida na Battle.net depois de perder para Choi usando Terran, Zerg e Protoss. Choi venceu Lim por 3 a 2 em 2004 durante as finais da OnGameNet Starleague.
Acredita-se que o 'oov' no seu nick é um ícone de emoção em ASCII de uma face e 2 dedos formando a letra "V", que significa vitória.  Ele anunciou seu afastamento como jogador profissional como um resultado de lesão no pulso, para se tornar treinador no seu time.  Desde então, Choi retornou como "treinador jogador". 
Em Abril de 2008, Choi anunciou seu noivado com a namorada. Choi e sua noiva estavam juntos há 6 anos, mesmo quando ele treinava para ser um jogador profissional.
Recentemente, Choi Yeon Sung disse que ele retornaria nos próximos torneios de StarCraft junto com Boxer no SKTelecomT1. Seus objetivos eram retomar os direitos de serem chamados Terran Número 1 do "T1". Choi parece estar voltando à ativa com impressionantes vitórias sobre o time ACE, com 3 vitórias antes de ser derrotado por Anytime[gm].

## Maiores Realizações
- TriGem MBCGame Starleague Campeão – Setembro – Novembro de 2003
- HanaFOS MSL Campeão – Janeiro – Março de 2004
- Gillette OnGameNet Starleague 3° lugar – Abril – Julho de 2004
- Spris MSL Campeão – Maio – Agosto de 2004
- Ever OSL Campeão – Agosto – Novembro de 2004
- UZOO MSL 4° lugar – Junho – Agosto de 2005
- So1 OSL 3rd lugar – Agosto – Novembro de 2005
- CKCG China-Korea Cyber Games Campeão – Outubro de 2005
- CYON MSL 3° lugar – Outubro de 2005 – Janeiro de 2006
- Shinhan OSL Campeão – Dezembro de 2005 – Março de 2006
- WCG 2006 Campeão – Outubro de 2006
- Segundo jogador a vencer 3 MSLs, junto com NaDa.

Suas vitórias consecutivas contra Zerg são particularmente notáveis.

Recorde: 79 vitórias – 37 derrotas (68.10%)
Melhor número de vitórias consecutivas: 27 vitórias

Pior número de derrotas consecutivas: 4 derrotas

Recordes:
- Total: 	228–143  	(61.46%)
- vT: 	82–62 	(56.94%)
- vZ: 	79–37 	(68.10%)
- vP: 	67–44 	(60.36%)

Ele está treinando Fantasy junto com BoxeR já que ele (iloveoov) é um treinador/jogador.